# Quintal
Quintal ist eine französische Gemeinde im Département Haute-Savoie in der Region Auvergne-Rhône-Alpes.

## Geographie
Quintal liegt auf 756 m, etwa acht Kilometer südsüdwestlich der Stadt Annecy (Luftlinie). Das Bauerndorf erstreckt sich an aussichtsreicher Lage im Alpenvorland auf einem Hochplateau am Westfuß des Semnoz (Teil des Massivs der Bauges), im östlichen Albanais. Die Gemeinde liegt innerhalb des Regionalen Naturparks Massif des Bauges.
Die Fläche des 9,13 km² großen Gemeindegebiets umfasst einen Abschnitt des Albanais. Der nördliche Gemeindeteil nimmt das Plateau von Quintal ein, das sich gegen Westen und Norden mit sanft geneigten Hängen abdacht. Nach Südosten erstreckt sich das Gemeindeareal über einen dicht bewaldeten Hang bis auf den breiten Höhenrücken des Semnoz. Auf der Nordflanke des Crêt du Tertère wird mit 1533 m die höchste Erhebung von Quintal erreicht.
Zu Quintal gehören neben dem eigentlichen Ortskern auch mehrere Weilersiedlungen und Gehöfte, darunter:
- Les Chênes (720 m) auf dem Plateau von Quintal
- Laudon (720 m) auf dem Plateau von Quintal

Nachbargemeinden von Quintal sind Seynod im Westen und Norden, Sevrier und Saint-Jorioz im Osten sowie Viuz-la-Chiésaz im Süden.

## Geschichte
Das Gemeindegebiet von Quintal war bereits in vorgeschichtlicher Zeit besiedelt.
Seit dem 11. Jahrhundert bildete es eine Pfarrei.
Vom 14. Jahrhundert (um 1302) gehörte die Herrschaft Quintal bis ins 17. Jahrhundert dem Bistum Puy-en-Velay. Am 23. September 1641 erwarb Jean-François Garnerin, ein Adliger, Staatsrat im Senat von Savoyen und Generalcontroller der Finanzen des Herzogtums Savoyen, die Herrschaft Quintal.
Von 1796 bis 1857 befand sich eine Glockengießerei im Dorf.

## Sehenswürdigkeiten
Die romanische Pfarrkirche Église de la Visitation stammt aus dem 10. und 11. Jahrhundert und zählt zu den ältesten erhaltenen Kirchen Hochsavoyens. In Les Vernettes steht eine Kapelle, die im 19. Jahrhundert erbaut wurde.

## Bevölkerung
Mit 1252 Einwohnern (Stand 1. Januar 2022) gehört Quintal zu den kleinen Gemeinden des Départements Haute-Savoie. Im Verlauf des 19. und 20. Jahrhunderts nahm die Einwohnerzahl aufgrund starker Abwanderung kontinuierlich ab (1861 wurden in Quintal noch 319 Einwohner gezählt). Seit Beginn der 1970er Jahre wurde dank der schönen Wohnlage und der Nähe zu Annecy jedoch wieder eine markante Bevölkerungszunahme verzeichnet. Heute zählt Quintal zum Agglomerationsraum von Annecy.
| Jahr                       | 1962 | 1968 | 1975 | 1982 | 1990 | 1999 | 2009 | 2018 |
| -------------------------- | ---- | ---- | ---- | ---- | ---- | ---- | ---- | ---- |
| Einwohner                  | 205  | 200  | 468  | 594  | 692  | 882  | 1164 | 1253 |
| Quellen: Cassini und INSEE |      |      |      |      |      |      |      |      |

## Wirtschaft und Infrastruktur
Quintal war bis weit ins 20. Jahrhundert hinein ein vorwiegend durch die Landwirtschaft geprägtes Dorf. Heute gibt es verschiedene Betriebe des Kleingewerbes. Ansonsten hat sich das Dorf zu einer Wohngemeinde entwickelt. Viele Erwerbstätige sind Wegpendler, die im Raum Annecy ihrer Arbeit nachgehen.
Die Ortschaft liegt abseits der größeren Durchgangsstraßen, ist aber trotzdem verkehrsmäßig gut erschlossen. Die beiden Hauptzufahrten erfolgen von Seynod oder von Alby-sur-Chéran. Weitere Straßenverbindungen bestehen mit Viuz-la-Chiésaz und der Touristenstraße, welche über den Kamm des Semnoz führt. Der nächste Anschluss an die Autobahn A41 befindet sich in einer Entfernung von rund 10 km.